# Charles Pistre
Pour les articles homonymes, voir Pistre.
Charles Pistre, né le 18 janvier 1941 à Toulouse (Haute-Garonne), est un homme politique français, député du Tarn de 1978 à 1993.

## Biographie
En septembre 2005, Charles Pistre renonce à son mandat de maire de Gaillac : son adjointe Michèle Rieux lui succède.
Il conserve son poste de conseiller général jusqu'en 2008. Toujours membre du conseil municipal, il assure la présidence de la commission « Économie, intercommunalité, cohésion territoriale ».

## Mandats nationaux
- Député du Tarn, membre du groupe socialiste (1978-1981, 1981-1986, 1986-1988, 1988-1993)

## Mandats locaux
- Maire de Gaillac de 1995 à 2005
- Conseiller général du Tarn pour le canton de Gaillac de 1979 à 2008